# Schweizer Nordische Skimeisterschaften 1963
Die Schweizer Nordischen Skimeisterschaften 1963 fanden vom 15. bis zum 17. Februar 1963 in Einsiedeln, am 10. Februar 1963 in Gonten und am 17. März 1963 in Champex statt. Ausgetragen wurden im Skilanglauf die Distanzen 15 km, 30 km und 50 km, sowie die 4 × 8 km Staffel. Hans Ammann gewann die Meistertitel über 15 km und 50 km. Zudem siegte Alois Kälin über 30 km und in der Nordische Kombination sowie mit der Staffel von SC Einsiedeln. Bei den Frauen wurde ein 8-km-Lauf mit sieben Starterinnen absolviert, der aber aufgrund geringer Beteiligung, nicht gewertet wurde. Das Skispringen gewann Heribert Schmid.

## Skilanglauf

### 15 km
| Platz | Name            | Verein                | Zeit (std) |
| ----- | --------------- | --------------------- | ---------- |
| 01    | Hans Ammann     | Alt St. Johann        | 1:00:48    |
| 02    | Michel Rey      | Les Cernets           | 1:03:00    |
| 03    | Alois Kälin     | SC Einsiedeln         | 1:03:06    |
| 04    | Hans Oberer     | Chur                  | 1:03:11    |
| 05    | Marcel Huguenin | La Brevine            | 1:03:32    |
| 06    | Karl Wagenfuhr  | TV Unterstrass Zürich | 1:03:43    |
| 07    | Denis Mast      | Les Cernets           | 1:03:48    |
| 08    | Georges Dubois  | La Chaux de Fonds     | 1:04:11    |
| 09    | Emil Fröhlich   | TV Unterstrass Zürich | 1:04:18    |
| 10    | Michel Haymoz   | Gruyeres              | 1:04:24    |

Datum: Samstag, 16. Februar 1963 in Einsiedeln
 Nach seinem Meistertitel über 50 km, konnte Ammann auch das 15-km-Rennen gewinnen. Es waren 155 Läufer am Start, von denen 127 ins Ziel kamen.

### 30 km
| Platz | Name             | Verein            | Zeit (std) |
| ----- | ---------------- | ----------------- | ---------- |
| 01    | Alois Kälin      | SC Einsiedeln     | 2:04:09,8  |
| 02    | Denis Mast       | Les Cernets       | 2:05:50,2  |
| 03    | Michel Rey       | Les Cernets       | 2:05:54,8  |
| 04    | Alphonse Baume   | La Brevine        | 2:06:44,5  |
| 05    | Hans Ammann      | Alt-St. Johann    | 2:06:48,8  |
| 06    | Arthur Schneider | SC Kandersteg     | 2:07:07,7  |
| 07    | Franz Kälin      | SC Einsiedeln     | 2:09:59,6  |
| 08    | Josef Haas       | SC Marbach        | 2:11:57,0  |
| 09    | Franz Oetiker    | SC Einsiedeln     | 2:12:58,7  |
| 10    | Georges Dubois   | La Chaux de Fonds | 2:14:22,4  |

Datum: Sonntag, 17. März 1963 in Champex

Der Einsiedelner Alois Kälin gewann mit einer Minuten und 40 Sekunden Vorsprung auf Denis Mast und Michel Rey. Der Vorjahressieger Konrad Hischier gab vorzeitig auf.

### 50 km
| Platz | Name            | Verein                | Zeit (std) |
| ----- | --------------- | --------------------- | ---------- |
| 01    | Hans Ammann     | Alt St. Johann        | 3:30:08    |
| 02    | Alphonse Baume  | La Brevine            | 3:31:02    |
| 03    | Georges Dubois  | La Chaux de Fonds     | 3:40:55    |
| 04    | Emil Fröhlich   | TV Unterstrass Zürich | 3:41:54    |
| 05    | Hermann Kreuzer | SC Obergoms           | 3:47:31    |
| 06    | Karl Wagenfuhr  | TV Unterstrass Zürich | 3:47:47    |
| 07    | Josef Haas      | SC Marbach            | 3:48:18    |
| 08    | Franz Oetiker   | SC Einsiedeln         | 3:53:27    |

Datum: Sonntag, 10. Februar 1963 in Gonten

Hans Ammann siegte mit 54 Sekunden vor Alphonse Baume. Der Vorjahressieger Michel Rey beendete vorzeitig das Rennen.

### 4 × 8 km Staffel
| Platz | Namen                                                       | Verein                | Zeit (std) |
| ----- | ----------------------------------------------------------- | --------------------- | ---------- |
| 01    | Erich Schönbächler Franz Kälin Franz Oetiker Alois Kälin    | SC Einsiedeln         | 2:23:19    |
| 02    | Andre Arnoux Marcel Huguenin Freddy Huguenin Alphonse Baume | SC La Brévine         | 2:24:53    |
| 03    | Willy Junod Denis Mast Jean-Paul Junod Michel Rey           | Les Cernets-Verrieres | 2:27:53    |

Datum: Sonntag, 17. Februar 1963 in Einsiedeln
 Es waren 31 Mannschaften am Start.

## Nordische Kombination

### Einzel
| Platz | Name                 | Ort             | Punkte |
| ----- | -------------------- | --------------- | ------ |
| 01    | Alois Kälin          | SC Einsiedeln   | 527,13 |
| 02    | Gilgian Künzi        | SC Kandersteg   | 449,32 |
| 03    | Hanskurt Hauswirth   | Ski-Club Gstaad | 447,04 |
| 04    | William Schneeberger | Chaux-de-Fonds  | 441,75 |
| 05    | Gilbert Piguet       | Le Brassus      | 431,07 |
| 06    | Karl Holzer          | SC Kandersteg   | 428,57 |

Datum: Freitag, 15. Februar und Samstag, 16. Februar 1963 in Einsiedeln

Wie im Vorjahr gewann der Einsiedelner Alois Kälin vor Gilgian Künzi und Hanskurt Hauswirth.

## Skispringen

### Normalschanze
| Platz | Name                   | Verein        | Weite 1 | Weite 2 | Punkte |
| ----- | ---------------------- | ------------- | ------- | ------- | ------ |
| 01    | Heribert Schmid        | SC Adelboden  | 56,0 m  | 55,0 m  | 221,3  |
| 02    | Heini Moser            | Langenbruck   | 52,0 m  | 55,0 m  | 204,6  |
| 03    | Sepp Zehnder           | SC Einsiedeln | 51,0 m  | 54,0 m  | 203,8  |
| 04    | Ueli Scheidegger       | SC Adelboden  | 51,5 m  | 53,0    | 202,7  |
| 05    | Toni Cecchinato        | St. Gallen    | 50,0 m  | 53,5 m  | 191,3  |
| 06    | Richard Pfiffner       | Zürich        | 49,0 m  | 52,0 m  | 185,0  |
| 07    | Max Walter             | Mümliswil     | 47,0 m  | 50,0 m  | 183,0  |
| 08    | Niklaus Neuenschwander | Mümliswil     | 49,0 m  | 50,0 m  | 175,6  |

Datum: Sonntag, 17. Februar 1963 in Einsiedeln

Heribert Schmid holte auf der Fryherrenberg-Schanze mit Weiten und 56 m und 55 m seinen ersten Meistertitel und sprang mit 56 m Schanzenrekord. Der Vorjahressieger Ueli Scheidegger wurde mit Weiten von 51,5 m und 53 m Vierter.